# 1862 w sztukach plastycznych

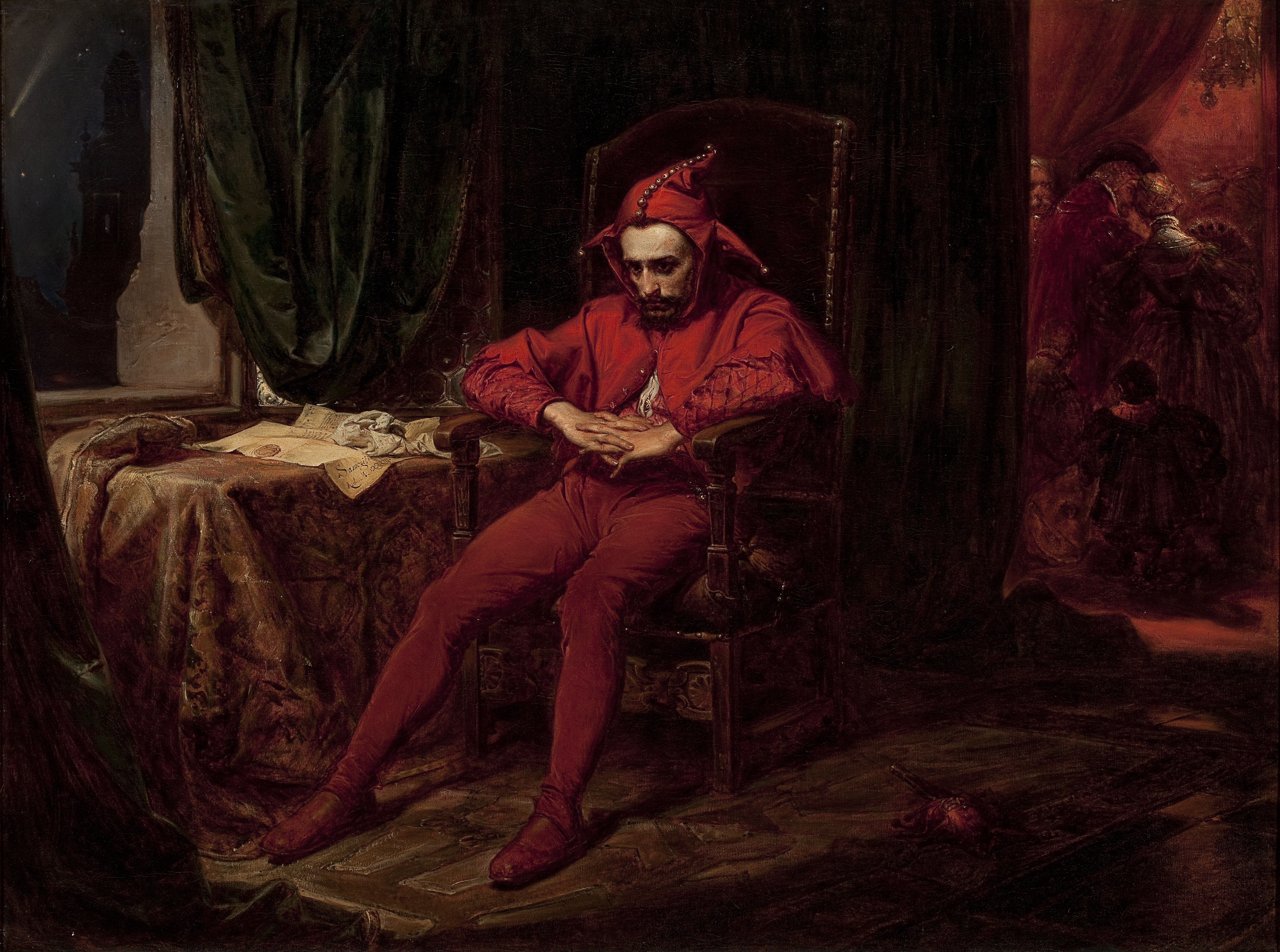
Stańczyk Matejki

Wydarzenia w sztukach plastycznych i wizualnych w 1862 roku.

## Malarstwo
- Edgar Degas

Start (1861-1862)
- Aleksander Kotsis

Kosiarz – olej na tekturze, 53,5x59,5 cm
- Jan Matejko

Stańczyk (właściwie Stańczyk w czasie balu na dworze królowej Bony wobec straconego Smoleńska)
- James McNeill Whistler

Symfonia w bieli nr 1

## Urodzeni
- Albert Chevallier Tayler (zm. 1925), angielski malarz
- Edward Percy Moran (zm. 1935), amerykański malarz
- Gustaw Landau-Gutenteger (zm. 1924), architekt
- Hugo Elmquist (zm. 1930), szwedzki rzeźbiarz
- 3 stycznia – Max Littmann (zm. 1931), niemiecki architekt
- 8 lutego – Károly Ferenczy (zm. 1917), węgierski malarz
- 23 marca – Leonid Pasternak (zm. 1945), rosyjski malarz
- 1 kwietnia – Anton Mitow (zm. 1930), bułgarski malarz
- 13 kwietnia – Stanisław Bergman (zm. 1930), polski malarz
- 24 kwietnia – Gaston Bussière (zm. 1929), francuski malarz
- 25 kwietnia – Zygmunt Hendel (zm. 1929), polski architekt
- 5 maja – Niko Pirosmanaszwili (zm. 1918), gruziński malarz
- 23 maja – Franciszek Chełmiński (zm. 1932), polski architekt
- 30 maja – Anton Ažbe (zm. 1905), słoweński malarz
- 31 maja – Michaił Niestierow (zm. 1942), rosyjski malarz
- 10 lipca – Helene Schjerfbeck (zm. 1946), fińska malarka
- 17 lipca – Czesław Tański (zm. 1942), polski malarz
- 29 lipca – Robert Lewis Reid (zm. 1929), amerykański malarz
- 14 września – Zofia Stankiewicz (zm. 1955), polska malarka i graficzka
- 11 października – Alf Wallander (zm. 1914), szwedzki malarz
- 16 października – Antoni Madeyski (zm. 1939), polski rzeźbiarz i medalier
- 24 grudnia – Alma del Banco (zm. 1943), niemiecka malarka i graficzka żydowskiego pochodzenia

## Zmarli
- Marceli Maszkowski (ur. 1837), polski malarz
- Abraham Solomon (ur. 1824), angielski malarz
- 11 lutego – Elizabeth Siddal (ur. 1829), modelka prerafaelitów, malarka
- 15 lutego – Maria Pomezańska (ur. 1806), polska malarka
- 19 marca – Friedrich Wilhelm von Schadow (ur. 1788), niemiecki malarz
- 5 kwietnia – Barend Cornelis Koekkoek (ur. 1803), holenderski malarz
- 1 czerwca – Bonawentura Dąbrowski (ur. 1807), polski malarz
- 28 sierpnia – Albrecht Adam (ur. 1786), niemiecki malarz
- 12 października – Feliks Pęczarski, polski malarz
- 23 października – Blanka Teleki, węgierska malarka